# Qualificazioni al campionato europeo maschile di pallavolo 2015
Le qualificazioni al campionato europeo maschile di pallavolo 2015 si sono svolte dal 9 maggio 2014 al 31 maggio 2015: al torneo hanno partecipato trentuno squadre nazionali europee, di cui nove si sono qualificate al campionato europeo 2015.

## Regolamento
Le dodici squadre con il punteggio più basso nel ranking sono state ammesse alla prima fase: queste sono state divise in tre giorni, disputando un girone all'italiana al cui termine la prima classificata di ogni girone, più le due migliori seconde, hanno acceduto alla seconda fase. Alla seconda fase hanno partecipato le rimanenti diciannove squadre, più le cinque qualificate dalla fase precedente: le ventiquattro squadre sono state divise in sei gironi, disputando un girone all'italiana, con gare di andata e ritorno, al termine del quale la prima classificata di ogni girone si è qualificata al campionato europeo 2015, mentre la seconda classificata di ogni girone si è qualificata per la terza fase. Alla terza fase hanno partecipato le sei squadre qualificate dalla seconda fase: queste si sono sfidate in uno scontro diretto con gara d'andata e ritorno e le tre vincitrici si sono qualificate al campionato europeo 2015.

## Squadre partecipanti
| - Austria - Azerbaigian - Bielorussia - Bosnia ed Erzegovina - Croazia - Danimarca - Estonia - Finlandia | - Georgia - Grecia - Israele - Lettonia - Lituania - Lussemburgo - Macedonia - Montenegro | - Moldavia - Norvegia - Paesi Bassi - Polonia - Portogallo - Rep. Ceca - Romania - Spagna | - Slovacchia - Slovenia - Svezia - Svizzera - Turchia - Ucraina - Ungheria |

## Prima fase

### Squadre partecipanti
| - Azerbaigian - Bosnia ed Erzegovina - Georgia - Israele - Lituania - Lussemburgo | - Macedonia - Moldavia - Norvegia - Svezia - Svizzera - Ungheria |

### Gironi
| Girone A                              | Girone B                                        | Girone C                             |
| ------------------------------------- | ----------------------------------------------- | ------------------------------------ |
| Israele Lussemburgo Lituania Moldavia | Bosnia ed Erzegovina Norvegia Svizzera Ungheria | Azerbaigian Georgia Macedonia Svezia |

## Seconda fase

### Squadre partecipanti
| - Austria - Bielorussia - Croazia - Danimarca - Estonia - Finlandia | - Grecia - Lettonia - Macedonia - Moldavia - Montenegro - Norvegia | - Paesi Bassi - Polonia - Portogallo - Rep. Ceca - Romania - Spagna | - Slovacchia - Slovenia - Svezia - Turchia - Ucraina - Ungheria |

### Gironi
| Girone A                            | Girone B                              | Girone C                           | Girone D                          | Girone E                               | Girone F                             |
| ----------------------------------- | ------------------------------------- | ---------------------------------- | --------------------------------- | -------------------------------------- | ------------------------------------ |
| Lettonia Macedonia Polonia Slovenia | Austria Finlandia Moldavia Portogallo | Estonia Grecia Slovacchia Ungheria | Norvegia Rep. Ceca Spagna Ucraina | Croazia Montenegro Paesi Bassi Romania | Bielorussia Danimarca Svezia Turchia |

### Qualificate al campionato europeo
- Bielorussia
- Croazia
- Finlandia
- Polonia
- Rep. Ceca
- Slovacchia

### Qualificate alla terza fase
- Estonia
- Paesi Bassi
- Portogallo
- Slovenia
- Spagna
- Svezia

## Terza fase

### Squadre partecipanti
- Estonia
- Paesi Bassi
- Portogallo
- Slovenia
- Spagna
- Svezia

### Qualificate al campionato europeo
- Estonia
- Paesi Bassi
- Slovenia